# 含菌细胞
含菌细胞（英語：或）是一种存在于昆虫体内的特殊脂肪细胞，常见于蚜虫、采采蝇、德国蟑螂、象鼻虫等。这些细胞内含有细菌和真菌等共生生物，为宿主提供必需氨基酸和其它营养物质。